# صليب الطيران المتميز
صليب الطيران المتميز (الإنجليزية: The Distinguished Flying Cross) يرمز له (DFC) هو وسام عسكري للقوات المسلحة الأمريكية، تم إنشاء الميدالية في 2 يوليو 1926، وهي تُمنح حاليًا لأي شخص يميز نفسه بعد 6 أبريل 1917 بأعمال بطولية فردية أو إنجاز غير عادي أثناء مشاركته في رحلة جوية. يجوز منح الميدالية لأعضاء عسكريين أجانب في رتب تعادل رواتب الولايات المتحدة من أو-6 وما دونها، في القتال الفعلي في عمليات الدعم.

## التاريخ

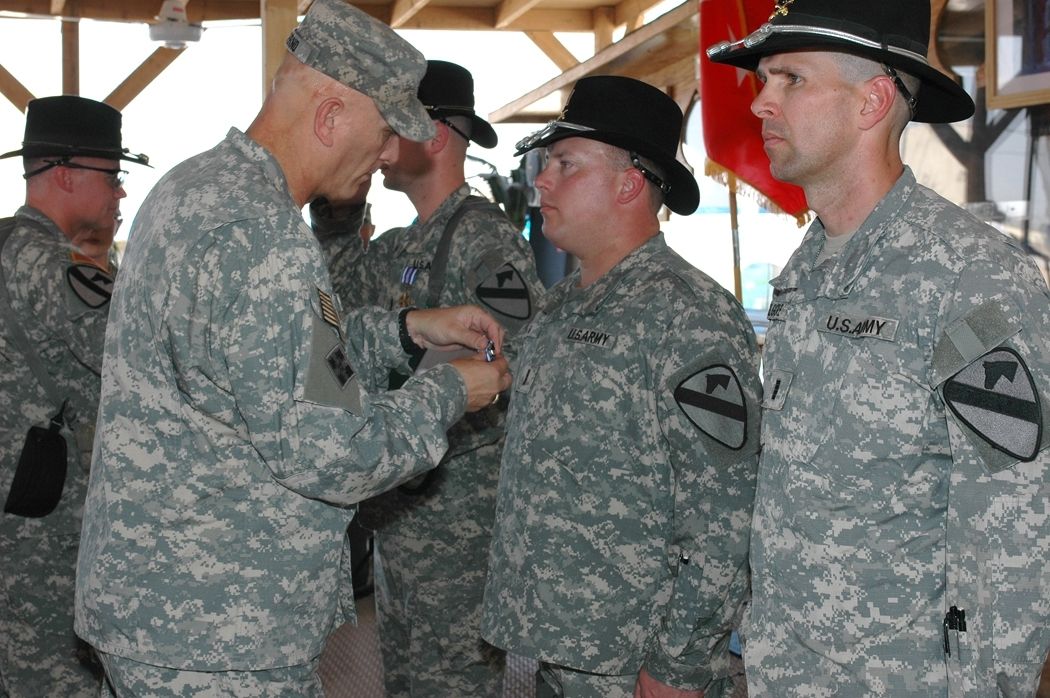
يقدم ريموند طوماس أوديرنو صليب الطيران المتميز لطياري الجيش الأمريكي في العراق

منح الرئيس كالفين كوليدج أول جائزة من الصليب الطيران المتميز في 2 مايو 1927، لعشرة طيارين من سلاح الجو الأمريكي الذين شاركوا في رحلة (بان أمريكان) التابعة للجيش، والتي جرت في الفترة من 21 ديسمبر 1926 إلى 2 مايو 1927، توفي اثنان من الطيارين في حادث تصادم في الجو أثناء محاولتهما الهبوط في بوينس آيرس في 26 فبراير 1927، وتلقيا جائزتهما بعد وفاتهم، لم يصرح الكونجرس بالجائزة إلا في العام السابق، وكان من بين الطيارين العشرة الرائد هربرت دارج، والنقيب إيرا سي إيكر والنقيب موير فيرتشايلد، والملازم الأول إينيس سي وايتهيد.
تلقى تشارلز لندبرغ الجائزة الأولى للميدالية الفعلية خلال حفل استقبال العودة للوطن بواشنطن العاصمة في 11 يونيو 1927 من رحلته عبر المحيط الأطلسي، واستلم القائد ريتشارد إيفلين بيرد جائزة صليب الطيران المتميز والذي يُمنح أول مرة لطيار بحري عن رحلته عبر المحيط الأطلسي من 29 يونيو إلى 1 يوليو 1927من مدينة نيويورك إلى ساحل فرنسا، حصل بيرد وطياره الميكانيكي فلويد بنيت على الميدالية لرحلتهم التاريخية إلى القطب الشمالي في 9 مايو 1926.
حصل عدد من رواد الفضاء والممثلين والسياسيين على الجائزة، بما في ذلك الرئيس جورج بوش الأب، يجوز منحه بأثر رجعي للإنجازات البارزة التي تم تحقيقها، وفي 23 فبراير 1929 أصدر الكونجرس تشريعًا خاصًا للسماح بمنح الجائزة للأخوين رايت لرحلتهم في 17 ديسمبر 1903، ومن بين المدنيين الآخرين الذين حصلوا على الجائزة: ويلي بوست، وجاكلين كوكران، وروسكو تورنر، وأميليا إيرهارت، وغلين كورتيس، ويوجين إلي.
أصبحت أميليا إيرهارت أول امرأة تحصل على الجائزة في 29 يوليو 1932، عندما قدمها لها نائب الرئيس تشارلز كورتيس في لوس أنجلوس لرحلتها الفردية عبر المحيط الأطلسي في وقت سابق من ذلك العام.

## الحرب العالمية الثانية
خلال الحرب العالمية الثانية اختلفت معايير الجائزة على نطاق واسع اعتمادًا على مسرح العمليات والقتال الجوي الذي شارك فيه والمهام التي تم إنجازها. يمكن أن يؤدي الإنجاز الفردي أيضًا إلى منح الميدالية، على سبيل المثال تلقى جورج ماكغفرن لان محرك طائرته تعطل لكنه جعل الطائرة تهبط بسلام.

## المعايير
تم تفويض صليب الطيران المتميز بموجب القسم 12 من قانون سلاح الجو بالجيش الأمريكي الذي أقره الكونغرس في 2 يوليو 1926. بصيغته المعدلة بموجب الأمر التنفيذي 7786 في 8 يناير 1938 والذي ينص على ان الجائزة تمنح على أساس «البطولة أو الإنجاز غير العادي أثناء المشاركة في رحلة جوية» أو أثناء الخدمة بأي صفة مع سلاح الجو.

## المظهر
تم تصميمه بواسطة إليزابيث ويل وآرثر دوبوا. وهي عبارة عن صليب باتيه من البرونز، يُركب على وجهه مروحة بأربعة شفرات، بعرض 1 11/16 بوصة، تمتد خمسة أشعة من الزوايا العائدة لتشكل بوصة مربعة واحدة، يكون العكس فارغ لنقش اسم المستلم ورتبته، ومعلق من شريط مستطيل.

## روابط خارجية
- جمعية الطيران المتميز
- المجموعة الرقمية للتاريخ الشفوي للفيديو العسكري المخضرم في تكساس - منح قدامى المحاربين وسام الطيران المتميز - مكتبة نيوتن جريشام، جامعة ولاية سام هيوستن